# Hrabstwo Warren (Georgia)

Piramida wieku hrabstwa

Hrabstwo Warren (ang. Ware County) – hrabstwo w stanie Georgia, w Stanach Zjednoczonych. Z gęstością 7 os./km² należy do najsłabiej zaludnionych hrabstw Georgii. 

## Historia
Hrabstwo zostało założone 19 grudnia 1793.
Nazwa hrabstwa pochodzi od nazwiska Josepha Warrena (1741–1775), generała, bohatera Rewolucji amerykańskiej.

## Geografia
Według spisu z 2010 obszar całkowity hrabstwa obejmuje powierzchnię 286,74 mil2 (743 km²), z czego 285,52 mil2 (739 km²) stanowią lądy, a 1,22 mil2 (4 km²) stanowią wody. Według szacunków United States Census Bureau w roku 2010 miało 5 834 mieszkańców. Jego siedzibą administracyjną jest Warrenton.

### Miejscowości
- Camak
- Norwood
- Warrenton

### Sąsiednie hrabstwa
- Hrabstwo Wilkies, Georgia (północ)
- Hrabstwo McDuffie, Georgia (wschód)
- Hrabstwo Glascock, Georgia (południowy wschód)
- Hrabstwo Hancock, Georgia (południowy zachód)
- Hrabstwo Taliaferro, Georgia (północny zachód)